# Sesamia arfaki
Sesamia arfaki är en fjärilsart som beskrevs av Bethune-Baker 1910. Sesamia arfaki ingår i släktet Sesamia och familjen nattflyn. Inga underarter finns listade i Catalogue of Life.